# Juan C. Gorráez
Juan Crisóstomo Gorráez Maldonado (27 de enero de 1904 - 10 de septiembre de 1988) fue Abogado mexicano que se desempeñó como gobernador de Querétaro entre el 1 de octubre de 1955 al 30 de septiembre de 1961.

## Biografía
Nació en la Ciudad de Querétaro el 27 de enero de 1904, hijo del comerciante Ventura Gorráez Uribe y de Micaela Maldonado Montero. En la escuela preparatoria fue representante de la sociedad de alumnos y colaborador de la revista de tal órgano. Se graduó en Leyes en la UNAM en 1928, donde fue compañero de clase de Miguel Alemán, futuro presidente de México. Primero trabajó en tribunales penales y luego en la Secretaría del Trabajo escaló diversos puestos hasta lograr ser jefe de la Junta Central de Conciliación y Arbitraje.

## Gobernador
En 1955 fue elegido gobernador. Durante su administración se ampliaron o crearon varias carreteras, incluida la carretera corta a la Ciudad de México (actualmente la Autopista Federal 57, de cuota). En la Ciudad de Querétaro se crearon el Centro de Salud y la Casa de la Juventud y se rescataron del abandono dos monumentos históricos: el Mausoleo de la Corregidora y el Teatro de la República. 
En 1958, el gobernador Gorráez, como miembro del Consejo Académico, enfrentó la huelga de la Universidad de Querétaro por la designación del nuevo rector, con el cual no estaban de acuerdo ni estudiantes ni maestros. El gobierno y la universidad acordaron la autonomía universitaria como la mejor solución. Desde el 5 de febrero de 1959, la Universidad Autónoma de Querétaro toma sus decisiones sin intervención del gobernador del estado. 
En 1961, una grave enfermedad retiró de sus funciones, mas no de su cargo, al gobernador Gorráez. Quedó como encargado del despacho Manuel M. Vega. Durante tres meses Gorráez se debatió entre la vida y la muerte. Restablecida su salud, regresó a sus tareas y leyó su último informe sólo parcialmente. Concluida su administración, de 1963 a 1975 fue juez del Tribunal Superior de Justicia del Distrito y Territorios Federales y asesor jurídico del IMSS de 1975 a 1985.

## Otros afines
En el año —1987—, el licenciado Gorráez radicaba en la Ciudad de México, visitando continuamente Querétaro, la ciudad que lo vio nacer y que gobernó.

## Fallecimiento
Falleció en el Distrito Federal, el 10 de septiembre de 1988, a los 84 años, sus restos descansan en la Iglesia de la Covedonga, en la Ciudad de México.